# Anders Platou Wyller

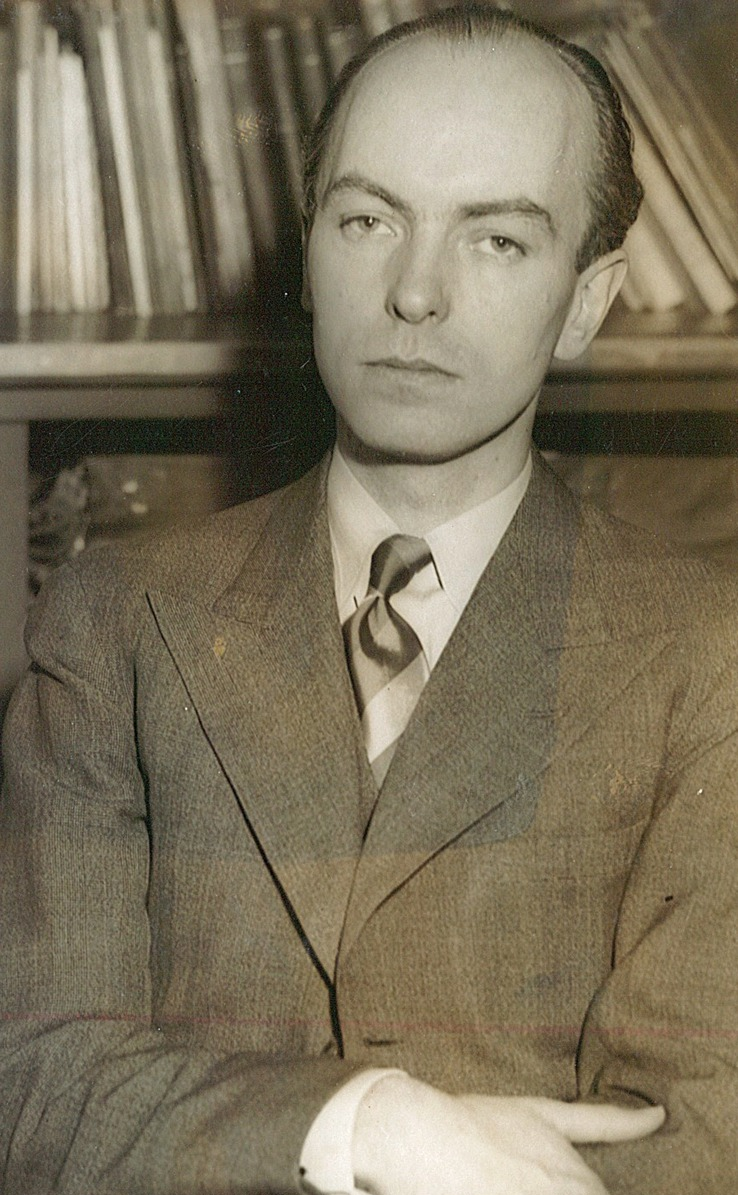
Anders Platou Wyller in den 1930er-Jahren

Anders Platou Wyller (* 24. April 1903 in Stavanger; † 2. Oktober 1940 in Stockholm) war ein norwegischer Philologe und Humanist.

## Leben
Anders Platou Wyller erblickte 1903 in Stavanger als zweites Kind von Thomas Christian Wyller (1858–1921) und Birgitte Platou (1862–1922) das Licht der Welt. Seine Schwester Ingrid Wyller (1896–1994) war von Beruf Krankenschwester. 1922 begann er an der Universität Oslo zu studieren, von der er sein Candidatus philologiæ erhielt. Zwischen 1929 und 1936 lebte er in Paris. Von 1933 bis 1936 war Wyller Dozent für norwegische Sprache an der Universität von Paris. Er promovierte 1937 bei Paul Claudel. Im selben Jahr gründete er zusammen mit Kristian Schjelderup und Henriette Bie Lorentzen die Nansen Academy. Er heiratete Anne-Marie Hagelin (geb. 1902), Tochter von August Strindberg und Harriet Bosse. Wyller und Hagelin waren Eltern von zwei Söhnen. Arne August Wyller (1927–2001) wurde Professor für Astronomie. Nach dem Unternehmen Weserübung, dem Angriff der Nazis auf Dänemark und Norwegen am 9. April 1940, bewarb sich Wyller um die Zusammenarbeit mit den Alliierten und wurde nach Nordnorwegen geschickt, wo er für das Radio arbeitete. Während der Kreuzer Devonshire von Tromsø nach England verließ, war Wyller mit dem norwegischen König Haakon VII, Kronprinz Olav und mehreren Mitgliedern des norwegischen Kabinetts an Bord. Er arbeitete für kurze Zeit für den BBC in London, bevor bei ihm Krebs diagnostiziert wurde. Er wurde mit dem Flugzeug nach Schweden zurückgebracht, wo er seine Familie traf, bevor er am 2. Oktober 1940 starb und in Vestre gravlund in Oslo begraben wurde.